# Hydrofobizacja
Hydrofobizacja – proces nadawania powierzchniom lub całym przestrzeniom (strukturom wewnętrznym) materiałów hydrofilowych własności hydrofobowych, tj. odpychania wody. Hydrofobizację przeprowadza się w celu zapobiegania wnikaniu wody w głąb struktury materiałów.
Miarą skuteczności hydrofobizacji jest zwilżalność zabezpieczonej powierzchni (lub całej
struktury wewnętrznej). Podłoża gorzej zabezpieczone łatwiej i szybciej wchłaniają wodę.
Hydrofobizacji poddaje się wiele materiałów:
- metale — aby zapobiegać ich korozji
- tkaniny, skóry, drewno — aby zapobiegać przenikaniu wody do wnętrz, które chronią
- beton, cegły i inne materiały budowlane — aby zapobiegać zawilgacaniu i gniciu budowli
- grunty — aby zapobiegać ich nasiąkaniu i rozmiękaniu, jak również wysadzinowości (jako metoda geoinżynierii)
- szkło — aby poprawić widoczność przez łatwiejsze odprowadzanie wody lub śniegu z powierzchni szyb pojazdów[1].

Hydrofobizację przeprowadza się na wiele różnych sposobów. Są to m.in.:
- malowanie, czyli pokrywanie ich powierzchni specjalnymi warstwami farb lub lakierów
- naklejanie na te powierzchnie folii wykonanych z hydrofobowych tworzyw sztucznych
- impregnacja — która polega na wprowadzeniu do powierzchniowej warstwy materiału lub całej jego struktury wewnętrznej substancji hydrofobowych bez nakładania na tę powierzchnię dodatkowych warstw
- bezpośrednia modyfikacja samych powierzchni np. poprzez powierzchniowe topienie, szlifowanie, pasywowanie materiałów.